# Stanisław Hniedziewicz
Stanisław Przemysław Hniedziewicz (ur. 19 listopada 1943 w Warszawie, zm. 1 stycznia 2017 tamże) – polski polityk i prawnik, poseł na Sejm I kadencji.

## Życiorys
Syn Stanisława i Hanny. Ukończył w 1968 studia na Wydziale Prawa i Administracji Uniwersytetu Warszawskiego. Od 1966 był pracownikiem i działaczem Stowarzyszenia PAX, m.in. przewodniczącym warszawskiego koła młodzieży. Pracował także w Zjednoczonych Zakładach Gospodarczych będących zapleczem ekonomicznym stowarzyszenia. Od 1980 należał do współpracowników przewodniczącego PAX-u Ryszarda Reiffa. W 1981 został przewodniczącym oddziału warszawskiego i członkiem zarządu głównego tej organizacji. W 1982 usunięto go ze Stowarzyszenia. Pracował później w firmach prywatnych i polonijnych.
Był jednym z założycieli, a następnie wiceprzewodniczącym Klubu Myśli Politycznej „Dziekania” (1985). W 1989 należał do grupy inicjatywnej, która doprowadziła do powstania Porozumienia Centrum. W PC pełnił funkcję sekretarza generalnego tymczasowej rady politycznej, następnie wiceprezesa naczelnej rady politycznej. Był także członkiem Forum Myśli Chrześcijańsko-Społecznej. W 1990 został przewodniczącym komitetu wyborczego Lecha Wałęsy w Porozumieniu Centrum.
W wyborach parlamentarnych w 1991 uzyskał mandat posła na Sejm I kadencji z listy Porozumienia Obywatelskiego Centrum w okręgu płocko-skierniewickim. Zasiadał w Komisji Konstytucyjnej Zgromadzenia Narodowego i trzech komisji nadzwyczajnych pracujących nad przepisami konstytucyjnymi, a także Komisji Spraw Zagranicznych i Komisji do Spraw Układu Europejskiego. W 1992 należał do współzałożycieli Ruchu dla Rzeczypospolitej Jana Olszewskiego. Opuścił tę partię w grudniu 1993, powracając później do PC. Wcześniej w tym samym roku nie uzyskał poselskiej reelekcji z listy Koalicji dla Rzeczypospolitej.
W wyborach parlamentarnych w 1997 bez powodzenia kandydował do Sejmu z listy Akcji Wyborczej Solidarność w województwie łódzkim (otrzymał 98 głosów). W latach 1998–2002 zasiadał w radzie miejskiej Warszawy III kadencji z ramienia AWS, krótko działał w Ruchu Społecznym. W 2004 znalazł się wśród współtwórców najpierw Inicjatywy Centrum, potem Partii Centrum Zbigniewa Religi i Janusza Steinhoffa, od 2005 pełnił funkcję sekretarza generalnego tej partii (w 2008 wykreślonej z ewidencji).
Pochowany na cmentarzu Powązkowskim w Warszawie.

## Odznaczenia
Odznaczony Krzyżem Kawalerskim Orderu Odrodzenia Polski (2014).